# Georgi Dimitrow (Fußballspieler, 1959)
Georgi Dimitrow (* 14. Januar 1959 in Gledaczewo bei Stara Sagora; † 8. Mai 2021) war ein bulgarischer Fußballspieler.
Dimitrow begann seine Karriere in der Heimat bei Beroe Stara Sagora. 1977 wechselte er zum Hauptstadtclub ZSKA Sofia und spielte dort in neun Jahren 222-mal in der Verteidigung. In dieser Zeit gewann er mit der Mannschaft viermal die Bulgarische Meisterschaft (1980, 1981, 1982, 1983) und dreimal den Pokal (1981, 1983, 1985). Noch vor der Weltmeisterschaft in Mexiko 1986 unterschrieb er einen Vertrag bei AS Saint-Étienne. In Frankreich spielte Dimitrow zwei Jahre, in denen er 53 Ligaspiele absolvierte, ehe er 1988 zu ZSKA Sofia zurückkehrte. Zum dritten Mal gewann er hier das Double aus Meisterschaft und Pokal. 1989 wechselte er dann noch einmal für ein Jahr zum Lokalrivalen Slawia Sofia, wo er mit 31 Jahren seine Karriere beendet hat.
Mit 19 Jahren debütierte Dimitrow 1978 in der bulgarischen Nationalmannschaft, für die er sechs Tore in 77 Spielen erzielte und mit der er 1986 bei der Weltmeisterschaft in Mexiko bis ins Achtelfinale vordrang. Im Jahr davor, 1985, wurde Dimitrow von den Sportjournalisten seines Landes zu Bulgariens Fußballer des Jahres gewählt.